# Delovna knjižica
Délovna knjížica je javna listina, ki jo izdajajo pristojne upravne enote, ki vodijo tudi evidenco o izdanih knjižicah. Vsebino in obliko delovne knjižice, postopek izdaje, način vpisovanja podatkov in postopek zamenjave delovne knjižice ter vodenje evidence o izdanih delovnih knjižicah predpiše minister, pristojen za delo.
Od 1. januarja 2009 se delovne knjižice ne izdajajo več, ampak njihovo funkcijo nadomešča ZPIZ; stare knjižice pa so še vedno veljavne.

## Izdajanje knjižice
Delovna knjižica se izda na podlagi vloge za njeno izdajo in predloženih potrebnih dokazil. Vloga se vloži na predpisanem obrazcu, ki vsebuje naslednje podatke:
- priimek in ime;
- enotno matično številko občana oziroma, če ta ni določena, rojstni datum in spol;
- davčno številko;
- kraj rojstva;
- stalno prebivališče oziroma začasno prebivališče;
- državljanstvo;
- sedež delodajalca, pri katerem sklepa pogodbo o zaposlitvi;
- datum in kraj vložitve vloge.

Zahtevi za izdajo delovne knjižice se priloži tudi obrazec delovne knjižice.

## Hranjenje knjižice
Delavec mora po zakonu delodajalcu izročiti delovno knjižico ob sklenitvi pogodbe o zaposlitvi, ta pa mu mora izdati pisno potrdilo o prejemu.
Delodajalec ima delovno knjižico delavca med trajanjem delovnega razmerja v hrambi, na izrecno zahtevo delavca pa mu jo mora proti podpisu o prejemu izročiti.
Delodajalec je dolžan vpisovati podatke v delovno knjižico v skladu z izvršilnim predpisom iz tretjega odstavka 224. člena Zakona o delovnih razmerjih, ob prenehanju veljavnosti pogodbe o zaposlitvi pa mora takoj delavcu proti potrdilu o prejemu vrniti delovno knjižico. V primeru pa, da delodajalec po prenehanju veljavnosti pogodbe o zaposlitvi v 30 dneh delavcu ne more vročiti delovne knjižice, jo mora poslati pristojni upravni enoti po stalnem prebivališču delavca, če je stalno prebivališče delavca neznano, pa upravni enoti, ki je izdala delovno knjižico.
Podatke iz evidence o izdanih delovnih knjižicah lahko uporabljajo le pooblaščene uradne osebe ministrstva, pristojnega za delo, inšpekcije za delo in upravnih enot, če gre za izvrševanje z zakonom določenih nalog ter sodišča.